# Obodnica Donja
Obodnica Donja – wieś w Bośni i Hercegowinie, w Federacji Bośni i Hercegowiny, w kantonie tuzlańskim, w mieście Tuzla. W 2013 roku liczyła 1017 mieszkańców, z czego większość stanowili Boszniacy.